# Latini
I Latini furono un antico popolo italico di lingua indoeuropea, storicamente stanziato, a partire dalla seconda metà del II millennio a.C., lungo la costa tirrenica della penisola italica, nella regione del Latium. Politicamente frazionati, i Latini condividevano lingua (il latino, una delle lingue italiche appartenenti al sottogruppo delle lingue latino-falische) e cultura. Diedero un contributo determinante alla formazione del popolo di Roma, città che nel corso del I millennio a.C. avrebbe esteso la lingua e la cultura latina all'intero bacino del Mediterraneo e a buona parte dell'Europa. Per tale ragione il termine "latino" è spesso impiegato anche come sinonimo di "romano".
Nell'Impero bizantino, prevalentemente di lingua greca, tutti gli europei occidentali venivano chiamati "latini".

## Etnonimo
Secondo un'interpretazione, l'etnonimo deriverebbe dal latino Latus, ovvero esteso, in riferimento al territorio pianeggiante abitato, messo a confronto con l'andamento prevalentemente collinare e montuoso dell'Italia centrale; se l'interpretazione fosse corretta, ne consegue che i Latini fossero gli Abitanti della pianura, distinti dagli abitanti delle limitrofe zone montane, come la Sabina.

## Storia

### Le origini latine

#### Le tradizioni storico-letterarie

##### Identificazione tra Latini ed Aborigeni
Gli Aborigeni sono elencati tra gli abitanti del Lazio primitivo da Plinio il Vecchio e Tito Livio. Per Dionigi di Alicarnasso, concordemente con il contemporaneo Virgilio che ne fa un rapido cenno, i Latini
(Dionigi di Alicarnasso, Antichità Romane, 1. 9. 3)
Considerando che gran parte della storiografia greca antica, in accordo con le datazioni proposte dagli scavatori moderni per la fase VIIa del sito di Troia, pone gli eventi narrati nell'Iliade e la conseguente caduta della città anatolica negli anni attorno al 1200 a.C., ne consegue che per Dionigi la definizione dell'ethnos latino avvenne verso gli inizi del XII sec. a.C. La mutazione del nome è imputata da Dionigi all'esistenza del re eponimo Latino, secondo una comune tendenza degli storici greci a far discendere i nomi delle popolazioni da mitici eroi fondatori (come dei Tirreni/Etruschi da Tirreno, degli Enotri da Enotro, dei Peucezi da Peucezio, e così via). Le vicende di Latino e del suo incontro con l'esule troiano Enea, sbarcato sulle coste del Lazio durante il suo regno, sono dettagliatamente narrate nell'Eneide virgiliana; ma già nel VII secolo a.C. il poeta greco Esiodo, nella Teogonia, cita Latino quale sovrano di un popolo del Tirreno, definendolo figlio dell'amore tra Circe ed Ulisse.
Anche il grammatico Servio, nel commento all'Eneide, afferma che
(Servio, Commentarii in Vergilii Aeneidos libros, 1. 6)
Per Servio il cambiamento dell'etnonimo sarebbe avvenuto, concordemente con la versione di Dionigi, solo quando, dopo la venuta di Enea, i Troiani si unirono agli Aborigeni dando vita ad un nuovo gruppo etnico.
Riguardo all'etimologia del nome Aborigeni, dibattuta già in antichità, l'ipotesi più verosimile è che derivi dal latino ab + origine, "dall'origine", volendo i Romani con questa espressione riferirsi alla stirpe originaria, ai progenitori. Il poeta Ennio e Saufeio (citato da Servio) tuttavia riferiscono che ci si riferiva ad essi anche con il nome di Casci, dall'aggettivo latino arcaico cascus, da tradursi come gli Antichi. Poiché è evidente dal significato che entrambe le denominazioni sono state adottate in epoche successive per riferirsi agli antenati del popolo latino, si può affermare che non è ad oggi noto se gli Aborigeni definissero se stessi già come Latini, circostanza non presa in considerazione dagli autori antichi, o se più verosimilmente usassero un altro nome non tramandato dalle fonti storiche.

##### Migrazione degli Aborigeni dalla Sabina alLatiumed espulsione dei Siculi (verso la prima metà del XIII sec. a.C.)
Riguardo agli Aborigeni/Latini, Dionigi riferisce che essi vivevano in precedenza sugli Appennini e che si insediarono nel Latium dopo averne scacciato i precedenti abitanti, i Siculi, a conclusione di una lunga guerra. Essi così stabilirono il proprio dominio su un’area compresa tra il fiume Tevere ed il Liri. L’informazione collima con il fenomeno storicamente attestato della migrazione dei popoli indoeuropei, che interessò in vario modo la penisola italiana tra la tarda età del Bronzo e la prima età del Ferro, gettando le basi per la complessa mescolanza di popoli e lingue diverse che si riscontra nella piena età storica. Dionigi ricorda ancora che alcuni autori riportavano la tradizione secondo cui gli Aborigeni fossero coloni dei Liguri stanziati nell'Italia settentrionale e nelle regioni in seguito colonizzate dai Celti (la pianura padana, dai Romani inclusa nella Gallia Cisalpina). Se si dà credito a queste tradizioni, pertanto, i Latini sarebbero discendenti di una tribù indoeuropea migrata dapprima nell'Italia settentrionale (i Liguri), in seguito in parte discesa verso l'Italia centrale appenninica (dove furono conosciuti come Aborigeni) ed infine stanziatasi nel Latium, dove presero il nome di Latini.
La lunga disquisizione di Dionigi continua riferendo dei tentativi degli storici greci e latini di definire per i Latini e per gli altri popoli italici una nobile origine greca, citando, spesso in modo discorde, leggende riguardanti remote migrazioni di eroi eponimi dalla Grecia verso la penisola italiana. Lo storico di Alicarnasso non si esime dal proporre la sua personale tesi secondo cui "se veramente il popolo degli Aborigeni era di stirpe greca, come Catone, Sempronio e molti altri affermano, essi erano i discendenti di questi Enotri". Per altri ancora, invece, gli Aborigeni erano una popolazione da sempre stanziata sugli Appennini e per nulla discendente da Greci immigrati. Questa tradizione tuttavia si scontra con la sicura appartenenza del latino al ceppo linguistico indoeuropeo, da cui consegue che essi furono certamente un popolo disceso nell'Italia centrale al termine di un lungo processo migratorio.
Trattando delle città fondate dagli Aborigeni, Terenzio Varrone, riportato da Dionigi, cita Palatio (Belmonte in Sabina) presso Rieti, Trebula Mutuesca (Monteleone Sabino), Suesbula (Osteria Nuova), Suna (Toffia), Mefula (Monte San Martino presso Fara in Sabina), Orvinio, Carsula (Santa Susanna di Rivodutri), Issa (Montisola di Contigliano), Marruvio, Vazia, Tiora (Santa Anatolia), Cotilia (Terme di Cotilia) ed infine la capitale Lista (Corvaro di Borgorose), tutte situate nella regione storica della Sabina. Tutte le località citate hanno mostrato tracce, anche imponenti, di centri abitati della tarda età del Bronzo, senza tuttavia che possa affermarsi con certezza che si tratti di fondazioni ascrivibili al popolo degli Aborigeni, da cui discesero i Latini.
Secondo Dionigi lo stanziamento degli Aborigeni nella Sabina era avvenuto a scapito del più antico popolo degli Umbri. Poiché è noto che gli Umbri parlassero una lingua indoeuropea, così come i Siculi stanziati nel Latium prima che l'arrivo degli Aborigeni li costringesse a migrare verso l'Italia meridionale ed in particolare verso la Sicilia (che da loro prese il nome), le informazioni riferite dallo storico sulla migrazione "a tappe" dei Latini verso le loro sedi definitive possono essere intese come relative ad un'ondata migratoria indoeuropea che si sovrappose ad una o più ondate precedenti. Il quadro non sorprende se si considera che secoli dopo, nel corso del V sec. a.C., lo stato romano subì a sua volta l'invasione della tribù indoeuropea dei Volsci provenienti dall'Appennino a settentrione di Roma, cui, stante l'impossibilità di concludere vittoriosamente il conflitto, fu concesso di stanziarsi nel Lazio meridionale.
La causa che indusse gli Aborigeni a migrare più a sud e ad invadere il territorio dei Siculi fu, secondo Dionigi, la sovrappopolazione delle comunità nella Sabina. Per ovviare al problema gli Aborigeni ricorsero al rituale del Ver Sacrum, comune tra le popolazioni italiche: gruppi di giovinetti erano indotti a lasciare la terra natia e a cercare fortuna nei territori confinanti dove, con il permesso degli abitanti o attraverso atti ostili, avrebbero dovuto fondare colonie. Tra queste sono annoverate Antemnae (Monte Antenne, oggi nel territorio di Roma), Tellene, Ficulea (lungo la via Nomentana) e Tivoli. La discesa dai monti e l'occupazione della fascia settentrionale del Latium, che i Siculi rivendicavano come propria, provocò, a detta di Dionigi, il più vasto conflitto che si fosse sino ad allora mai combattuto in Italia.
Mentre la guerra si protraeva gli Aborigeni entrarono in contatto con i Pelasgi, una tribù greca originaria della Tessaglia che aveva fondato una colonia a Spina, alle foci del Po (se la ricostruzione di Dionigi fosse corretta si tratterebbe della prima colonia greca in Occidente), frettolosamente abbandonata a causa della pressione esercitata dalle popolazioni limitrofe. Rimasti senza una patria, i Pelasgi avrebbero disceso gli Appennini, fondato città e combattuto gli Umbri, e avrebbero poi stretto un accordo di reciproco beneficio con gli Aborigeni, convenendo che in cambio dell'aiuto nella guerra contro i Siculi essi avrebbero avuto diritto a stabilirsi in alcuni dei territori strappati al nemico, per convivere in pace al fianco dei nuovi alleati. Il loro determinante apporto permise agli Aborigeni di dilagare nel Latium e costrinse i Siculi a darsi alla fuga. Più avanti nel testo Dionigi chiarisce che i termini Pelasgi e Tirreni (la denominazione greca degli Etruschi) sono da molti autori antichi considerati alla stregua di sinonimi, perché fortissima fu l'influenza che l'etnia pelasgica ebbe sui Tirreni in queste epoche remote, tanto da fondersi in un sol popolo. Si può dunque affermare che, nel dettagliato racconto di Dionigi, i Siculi si trovarono a fronteggiare la potente alleanza tra Aborigeni e Pelasgi/Tirreni.
(Dionigi di Alicarnasso, Antichità Romane, 1. 20. 5)
(Dionigi di Alicarnasso, Antichità Romane, 1. 22. 1)
Tra i territori strappati ai Siculi vi erano anche aree esterne al Latium propriamente detto e collocate sulla riva destra del Tevere: l'agro falisco, i cui centri principali erano Faleri e Fescennio, e, lungo la costa, la città di Agylla (successivamente conosciuta come Cere, oggi Cerveteri) con il porto di Alsio e Pisa (probabilmente da identificare con Pyrgi), oltre all'abitato posto a guardia del guado tiberino e allora conosciuto col nome di Saturnia, che la tradizione antica colloca sul colle del Campidoglio, nel sito della futura Roma. È accertato che la lingua falisca fosse assai strettamente imparentata con il latino, tanto che gli studiosi moderni preferiscono parlare più correttamente del gruppo etnico dei latino-falisci, discendenti degli Aborigeni. Inoltre nei secoli successivi i Falisci rimasero culturalmente e politicamente affini agli Etruschi. Questi dati potrebbero dar forza all'idea che il racconto di Dionigi di Alicarnasso, almeno nelle sue linee essenziali, si basi su fatti storici realmente accaduti durante la tarda età del Bronzo, il cui ricordo si era tramandato oralmente per generazioni, fino ad essere raccolto dalle fonti storiche che l'autore greco aveva avuto l'opportunità di consultare al suo tempo.
Un dato cronologico importante per datare tali avvenimenti è offerto da Ellanico di Lesbo, citato da Dionigi, secondo cui la trasmigrazione dei Siculi in Sicilia, dopo aver vagato per qualche tempo attraverso l'Italia meridionale, avvenne tre generazioni prima della Guerra di Troia, dunque nella prima metà del XIII sec. a.C. Anche lo storico Filisto di Siracusa proponeva una data pressappoco equivalente, ponendo l'attraversamento dello stretto da parte dei Siculi 80 anni prima della guerra di Troia; per Filisto inoltre i Siculi, che potevano essere considerati discendenti dei Liguri, erano stati espulsi dalla loro patria da un attacco congiunto dei Pelasgi e degli Umbri (probabilmente con tale definizione sono erroneamente indicati gli Aborigeni, che linguisticamente non appartenevano al ceppo umbro delle lingue italiche). Infine Antioco di Siracusa, pur non proponendo una datazione, sostiene che Siculo, re eponimo a capo dei Siculi sbarcati in Sicilia, giunse sull'isola dopo essere fuggito da Roma (che al tempo non era stata ancora fondata; la notizia va intesa come un riferimento al territorio sul quale sarebbe in seguito sorta Roma). L'antica presenza dei Siculi nel sito di Roma era per giunta annotata negli annales maximi dei pontefici romani, la cui redazione ebbe inizio durante l'età regia. Si può quindi affermare con buona approssimazione che, secondo la tradizione storica greca, lo stanziamento degli Aborigeni nel Latium e nell'agro Falisco, dove dettero vita al popolo consanguineo dei Falisci, avvenne verosimilmente intorno ai primi decenni del XIII sec. a.C.

##### I re degli Aborigeni ed i re latini
Liste dei mitici re degli Aborigeni e dei Latini sono riferite, con poche differenze nei nomi e con qualche omissione, in Dionigi di Alicarnasso, Diodoro Siculo, Tito Livio, Ovidio, Aurelio Vittore, e nella compilazione tardoantica conosciuta come Origo gentis Romanae.
| Cronologia                        | Re                       | Etnonimo  | Capitale               |
| --------------------------------- | ------------------------ | --------- | ---------------------- |
| età dell'Oro                      | Giano                    | Aborigeni | Gianicolo              |
| età dell'Oro                      | Saturno                  | Aborigeni | Saturnia (Campidoglio) |
| età dell'Oro                      | Pico                     | Aborigeni | Laurento               |
| età dell'Oro                      | Fauno                    | Aborigeni | Laurento               |
| fine XIII – inizi XII secolo a.C. | Latino                   | Aborigeni | Laurento               |
| inizi XII secolo a.C.             | Enea                     | Latini    | Lavinio                |
| metà XII sec. a.C.                | Ascanio                  | Latini    | Lavinio/Alba Longa     |
| seconda metà XII sec. a.C.        | Silvio                   | Latini    | Alba Longa             |
| prima metà XI sec. a.C.           | Enea Silvio              | Latini    | Alba Longa             |
| metà XI sec. a.C.                 | Latino Silvio            | Latini    | Alba Longa             |
| fine XI – prima metà X sec. a.C.  | Alba Silvio              | Latini    | Alba Longa             |
| prima metà X sec. a.C.            | Epito/Capeto/Atys Silvio | Latini    | Alba Longa             |
| metà X sec. a.C.                  | Capys Silvio             | Latini    | Alba Longa             |
| seconda metà X sec. a.C.          | Capeto/Calpeto Silvio    | Latini    | Alba Longa             |
| seconda metà X sec. a.C.          | Tiberio/Tiberino Silvio  | Latini    | Alba Longa             |
| fine X – prima metà IX sec. a.C.  | Agrippa Silvio           | Latini    | Alba Longa             |
| metà IX sec. a.C.                 | Aramulio/Aremolo Silvio  | Latini    | Alba Longa             |
| seconda metà IX sec. a.C.         | Avenzio/Aventino Silvio  | Latini    | Alba Longa             |
| fine IX – inizi VIII sec. a.C.    | Proca Silvio             | Latini    | Alba Longa             |
| prima metà VIII sec. a.C.         | Amulio Silvio            | Latini    | Alba Longa             |
| metà VIII secolo a.C.             | Numitore Silvio          | Latini    | Alba Longa             |

##### Un gruppo di Arcadi guidati da Evandro fonda una colonia sul colle Palatino (metà del XIII sec. a.C.)
(Dionigi di Alicarnasso, Antichità Romane, 1. 31)
Secondo una leggenda ben nota ai Romani almeno dalla tarda epoca repubblicana, il greco Evandro sarebbe giunto nella terra degli Aborigeni dall'Arcadia, regione della Grecia situata nel cuore del Peloponneso, e più precisamente da Pallantion, le cui vestigia sono state identificate pochi chilometri a sud della moderna città di Tripoli. Ad Evandro erano tributati a Roma sacrifici annuali presso un altare sul colle Aventino. La presenza di Evandro sul colle Palatino era menzionata negli annales maximi dei pontefici, in cui era raccontato anche l'episodio di Ercole e Caco avvenuto durante il suo regno. Per Tacito e Aurelio Vittore fu Evandro ad insegnare l'alfabeto agli Aborigeni ma tale notizia è da ritenersi destituita di ogni fondamento. Il collegamento tra Evandro, Pallantion ed il colle Palatino è generalmente considerato dalla storiografia moderna una costruzione a posteriori basata sulla somiglianza onomastica e sulla volontà politica di attribuire a Roma un'origine greca. Anche la menzione di Fauno quale sovrano degli Aborigeni, pur essendo egli una nota divinità latina ancestrale, sembra derivata dalla versione che considerava il re Latino il figlio di Fauno e della ninfa Marica, accolta nell'Eneide virgiliana.

##### Enea e gli esuli troiani si fondono con gli Aborigeni dando vita ai Latini (XII sec. a.C.)
(Tito Livio, Ab Urbe Condita, 1. 1. 5)
(Dionigi di Alicarnasso, Antichità Romane, 1. 45. 1)

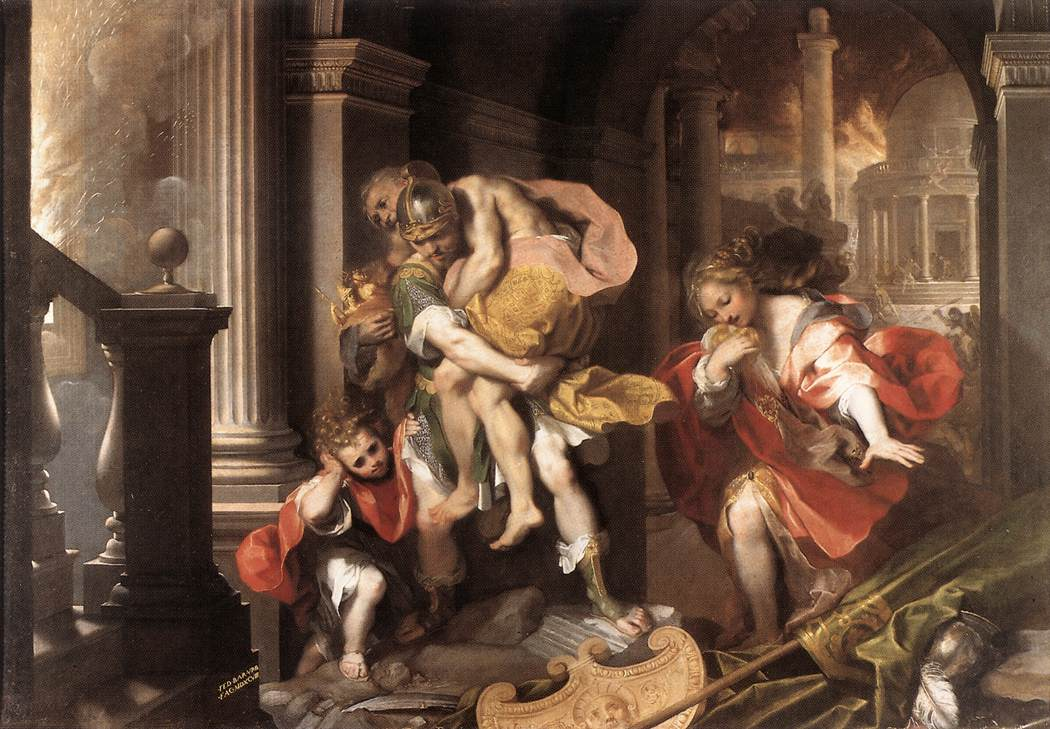
Fuga di Enea da Troia, (1598) di Federico Barocci, Galleria Borghese, Roma

I primi a stabilire una connessione tra il Latium e una città dell'Asia minore, Troia, attraverso la figura di Enea, furono due scrittori greci del V secolo a.C., Ellanico di Lesbo e Damaste di Sigeo. Oltre un secolo più tardi lo storico siciliano Timeo di Tauromenio, tra i primi storici greci a interessarsi al mondo romano e alle sue istituzioni, fa menzione dell'origine troiana dei Penati custoditi in un santuario di Lavinium, città sacra per le genti latine. Fabio Pittore, Tito Livio, Dionisio di Alicarnasso, Appiano di Alessandria e Cassio Dione accreditano tutti la versione di Ellanico, Damaste e Timeo. Nella sua Storia di Roma, Livio scrive: «fondano una città, Enea le dà il nome, da quello della moglie, di Lavinium». In quegli stessi anni tale narrazione troverà spazio nell'Eneide di Virgilio.
Secondo gli storici antichi, e dello stesso Virgilio, dopo la morte del re Latino e, più tardi, dello stesso Enea, la popolazione autoctona si fuse con i Troiani e diede origine al popolo latino (XII secolo a.C.).
Dopo la scomparsa di Enea, divenne re dei Latini il figlio di primo letto Ascanio. Memore del prodigio accaduto a suo padre, Ascanio si recò nel luogo in cui Enea aveva sacrificato la scrofa bianca (alba in latino) con i 30 porcellini e fondò lì una nuova colonia, cui dette il nome di Alba Longa, associando in quel nome il ricordo della scrofa alla particolare conformazione dell'abitato, disteso sulla sommità di una collina di forma allungata.
Come per la leggenda dello stanziamento sul colle Palatino dell'arcade Evandro, anche riguardo al mito di Enea la storiografia moderna è propensa a ritenere che si tratti di una costruzione a posteriori destinata a nobilitare le origini di Roma e dei Latini, ottenuta collegando artificiosamente il mito indigeno del fondatore Romolo, proveniente da Alba Longa, niente meno che con il ciclo troiano. Per tale ragione già Dionigi di Alicarnasso osservava che
(Dionigi di Alicarnasso, Antichità Romane, 1. 45. 4)

#### Le ipotesi della storiografia moderna
Secondo la teoria maggiormente accettata, diversamente dall'ipotesi della storiografia greco-romana di un'origine dall'Asia minore, i Latini, appartenenti alle genti indoeuropee, discesero in Italia nel corso del II millennio a.C., provenienti forse dall'Europa centrale danubiana.
Secondo Theodor Mommsen, che formulò la propria tesi soprattutto su basi linguistiche, la migrazione latina avvenne via terra, seguendo il percorso naturale dato dalla dorsale appenninica da nord a sud, seguendo il versante occidentale della penisola. La migrazione del gruppo latino si sarebbe estesa dal Lazio fino all'attuale Calabria. In seguito ai successivi arrivi di Sanniti e Greci, la presenza di popolazioni latine si sarebbe contratta, fino a coincidere con il Latium vetus (o Latium priscum), che grosso modo era delimitato dal Tevere a nord, dai Monti Prenestini e da un breve tratto del fiume Trerus a est, dai Monti Lepini e i Monti Ausoni a sud, e dal mar Tirreno a occidente. La presunta presenza di genti latine nelle terre a sud del Lazio è comunque definita dal Mommsen non documentabile. Per lo storico tedesco la presenza di genti latine in Campania (tra i quali lo studioso annovera gli Ausoni), si desume dal nome di alcune località campane come Nola (città nuova) o Volturnus (dal latino volvere), che attesterebbero la presenza di genti latine prima dell'arrivo dei Sanniti e dei Greci. Per quanto riguarda la presenza di genti latine nelle terre che poi sarebbero state occupate dai Lucani e Bruzi, è definita dal Mommsen probabile, anche se non documentabile.
Anche le altre popolazioni italiche di epoca storica, quali Umbri, Volsci, Piceni, Marsi e Sabini, appartenevano al gruppo di popolazioni di lingua indoeuropea, stanziatesi in Italia a seguito di migrazioni via terra, lungo la dorsale appenninica, seguendo un percorso da nord a sud, successive a quella dei Latini.
Invece le prime evidenze archeologiche ascrivibili a una popolazione di lingua indoeuropea, distinta da una precedente cultura appenninica, risalgono a non prima del XIII a.C. L'archeologia rileva che dalla fine dell'età del bronzo il territorio a sud del Tevere fu caratterizzato dalla cosiddetta facies laziale o cultura laziale (X-VI secolo a.C.), regionalizzazione della precedente cultura protovillanoviana (collegabile con la civiltà dei campi di urne dell'Europa centrale) che uniformò l'area tirrenica della Toscana e del Lazio fra il XII e il X secolo a.C. sovrapponendosi alla cultura appenninica che dominava la regione nei secoli precedenti. Secondo David W. Anthony, queste popolazioni di cultura protovillanoviana erano originarie della regione dell'attuale Ungheria orientale, mentre secondo l'archeologo Kristian Kristiansen, queste originavano dalla regione compresa tra la Moravia e l'Austria.
Alla cultura laziale viene associata la formazione dell'ethnos latino che sul finire del secondo millennio a.C. si era già costituito in una serie di comunità (menzionate da Plinio il Vecchio) che avevano come centro principale Alba «Longa»

### Dal XII all'VIII secolo a.C.

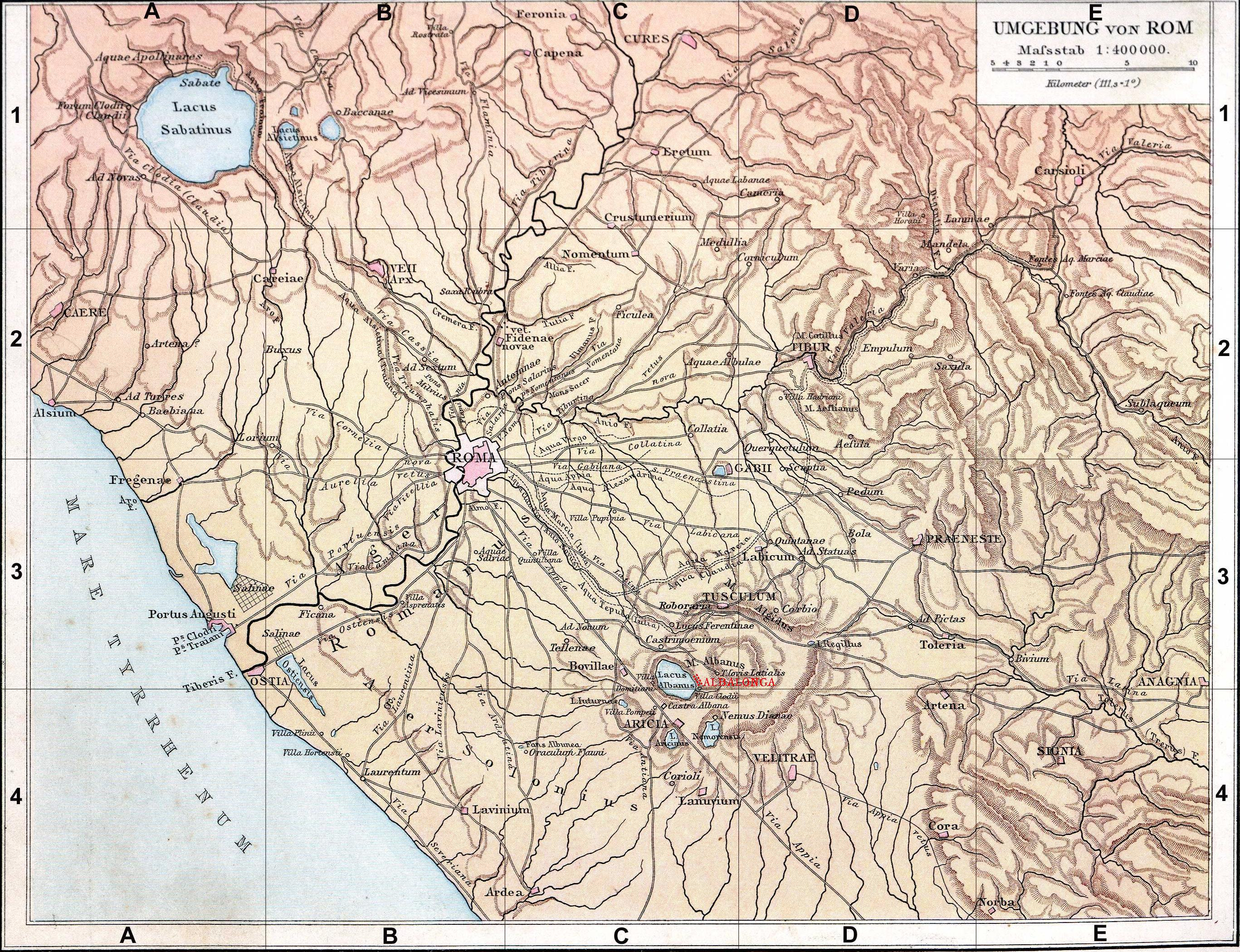
L'antico Latium vetus e i suoi principali centri abitati

È ormai generalmente accertato che una popolazione, diversa da quella precedentemente residente, sia arrivata nel Latium in epoca protostorica. Tale popolo, sulla base di considerazioni di tipo linguistico e di una serie di rinvenimenti archeologici, viene identificato coi Latini.
Tra i reperti archeologici più antichi, risalenti a un periodo che va dall'XI al IX secolo a.C., quelli di Gabi e della vicina necropoli dell'Osa, di Lavinium e di Ficana.
Ne fa fede l'improvvisa comparsa di sepolcri che utilizzavano il rito dell'incenerazione, laddove invece i sepolcri di epoche precedenti utilizzavano esclusivamente il rito dell'inumazione. I primi sepolcri contraddistinti da questo nuovo rito sono databili attorno al X secolo a.C., e comparvero prima nella zona dei Colli Albani, a sud dell'attuale Grottaferrata, per poi diffondersi in altre parti del Latium, Roma compresa. Sulla base di queste considerazioni, troverebbe riscontro la tradizione romana che indicava in questo gruppo collinare il fulcro della nazione latina.
In questa prima età del ferro, la forma di popolamento dei Latini si articolava in una serie di raggruppamenti rurali autonomi, con spesso al centro un borgo fortificato (oppidum), e strettamente collegati fra di loro. Profondamente sentito era all'epoca il senso di un'origine, di un'appartenenza e di culti comuni, che indusse molte di queste entità a dare vita a delle vere e proprie federazioni o leghe. Queste, pur avendo originariamente un carattere religioso, col tempo riuscirono a darsi degli ordinamenti comuni che disciplinavano la difesa del territorio, il commercio ed altre materie di interesse generale. La Lega albense fu forse la più antica fra le federazioni del Latium vetus: era costituita da una trentina di centri, i cosiddetti populi albenses, ricordati da Plinio il Vecchio. Centro di questo ampio raggruppamento urbano era la città di Alba Longa, rasa al suolo attorno alla metà del VII secolo a.C. da Roma (al tempo di Tullo Ostilio), che si sostituì ad essa nella direzione della Lega. Ancora il quarto re di Roma, Anco Marzio, li vinse. Alla fine di questo stesso secolo e in quello successivo, molti altri centri latini furono assorbiti nello stato romano. Dionisio di Alicarnasso, Strabone e Plinio si sono soffermati, nelle loro opere, sulle comunità più antiche del Latium Vetus, molte delle quali erano già scomparse da secoli quando i tre scrittori si accinsero a descriverle. Di alcune non si riesce neppure a stabilirne l'esatta ubicazione e fra queste la stessa Alba Longa.
Secondo la storiografia tradizionale uno sviluppo propriamente urbano di Roma e del Latium si era iniziato a delineare solo nel periodo fra la fine del VII secolo a.C. e la prima metà del secolo successivo. Negli ultimi tre decenni tale impostazione è stata messa in discussione dalle ricerche, dai ritrovamenti e dagli importanti contributi dottrinari di un gruppo di archeologi e storici, non solo italiani, con alla testa Andrea Carandini. Nel 1988 venne scoperta la prima cinta muraria di Roma databile attorno al 725 a.C., mentre ancor prima erano già venute alla luce significative testimonianze, dell'VIII secolo a.C., relative alle città di Praeneste e Tibur, i due massimi centri, dopo Roma, del mondo latino, fino almeno all'assorbimento del Latium Vetus nello Stato romano.
È difficile stabilire una linea netta di demarcazione fra fenomeno urbano e protourbano, purtuttavia è evidente che già a partire dal 750 a.C. circa, alcuni centri, per struttura e dimensioni, potevano essere equiparati a delle vere e proprie città sul modello di quanto era già avvenuto in Etruria un paio di generazioni prima e nel sud peninsulare con i primi stanziamenti ellenici. Questi ultimi sembrano essere addirittura posteriori a quelli etruschi o latini che quindi potrebbero essere sorti in forma autonoma, perseguendo cioè un modello di sviluppo del tutto autoctono.

### Dal VII al VI secolo a.C.
Negli ultimi decenni del VII secolo a.C. ed ancor più nel corso del VI secolo a.C., si era andato affermando in tutto il territorio latino, in quasi tutta la Campania, ed in parte della Pianura Padana, la supremazia etrusca che si protrasse fino alla fine del VI secolo a.C. e che a Roma corrispose, secondo la tradizione, agli ultimi tre re appartenenti alla dinastia dei Tarquini (Tarquinio Prisco, Servio Tullio e Tarquinio il Superbo). Sappiamo, inoltre, che Servio Tullio fece costruire un tempio a Diana a Roma, quale santuario federale dei Latini. In questa città, sempre secondo gli storici latini e greci, il periodo monarchico etrusco ebbe termine nel 509 a.C.
Con la battaglia di Aricia (504 a.C.), i Latini, grazie anche all'appoggio di un contingente cumano, sconfissero gli Etruschi di Chiusi, che miravano a prendere il posto della spodestata dinastia dei Tarquini o, secondo un'altra teoria, prestare loro aiuto. Il provvidenziale intervento degli alleati latini permise a Roma di conservare gli ordinamenti repubblicani, che si era da poco dati, per altri cinque secoli, e nel contempo infranse, e per sempre, le mire espansionistiche etrusche nel Latium centro-meridionale.
Successivamente nel Latium Vetus si scatenarono cruente lotte fra Roma ed i più importanti centri della regione, Tusculum in particolare, per il controllo del territorio. Nonostante Tusculum godesse dell'appoggio della maggior parte delle città latine, Roma riuscì, con la battaglia del Lago Regillo (496 a.C.), a sconfiggere le rivali e ad imporre loro la sua egemonia, sancita, qualche anno più tardi (493 a.C.), dal Foedus Cassianum. Questo trattato, che prese il nome dal console romano Spurio Cassio Vecellino, regolò le relazioni fra Roma e le altre città latine per oltre un secolo e mezzo, fino a quando venne sostituito da una serie di rapporti bilaterali fra l'Urbe ed i vari centri del Latium nel quadro di una politica di definitivo assorbimento della regione nello Stato romano (338 a.C.).

### V secolo a.C.

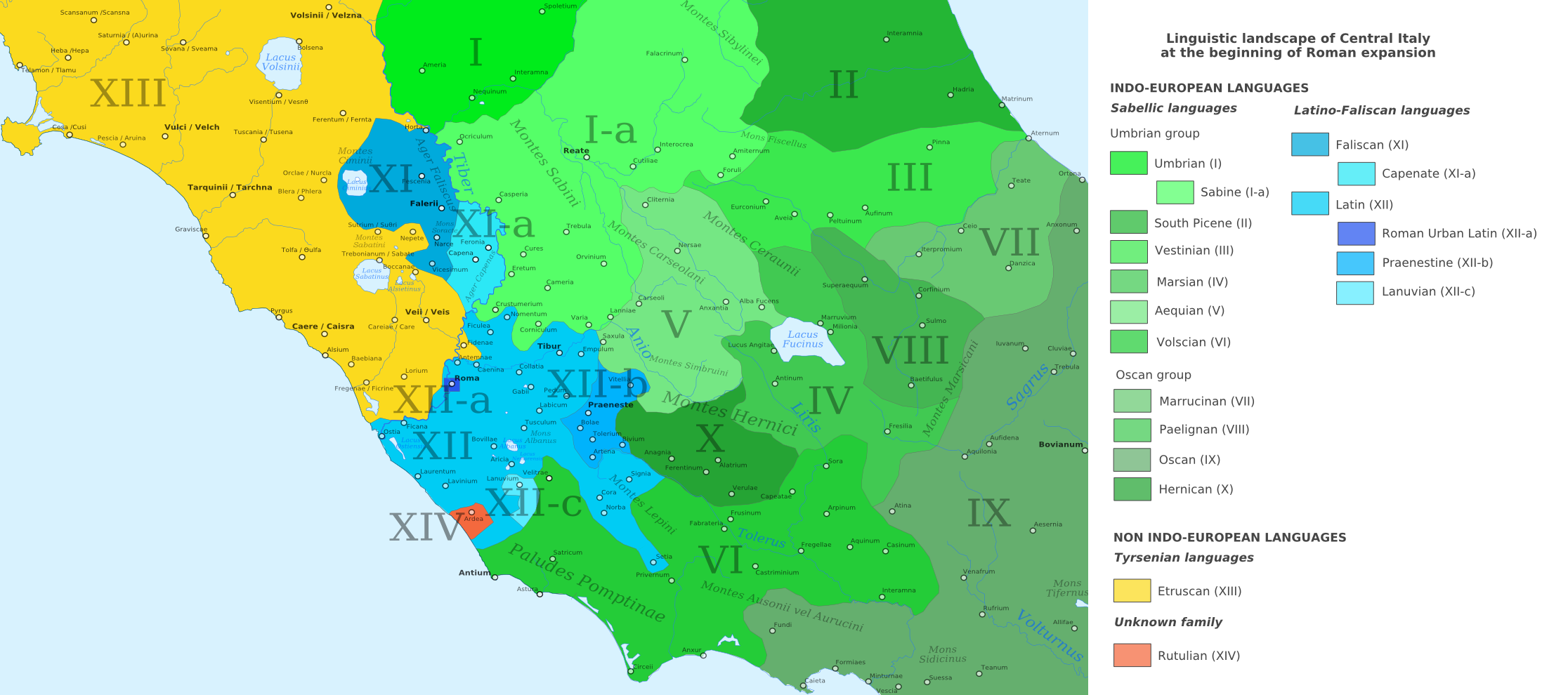
Lingue italiche dell'Italia centrale all'inizio del V secolo a.C.

Agli albori dell'età repubblicana iniziò anche quel grande movimento colonizzatore del popolo romano-latino, che, spesso sotto altre forme, ma con finalità non troppo dissimili, accompagnò l'espansione di Roma fino a tarda età imperiale. La spinta iniziale fu dovuta con ogni probabilità al sostenuto tasso d'accrescimento della popolazione del Latium Vetus in epoca etrusca, che comportò un forte surplus demografico non assorbibile in ambito regionale.
I primi centri in cui vennero dedotte colonie latine furono Cora (501 a.C.) e Signia (495 a.C.), cittadine di più antica ed incerta origine. Entrambe erano poste in zona di occupazione volsca. Seguì un anno più tardi Velitrae, anche essa contesa ai volsci (494 a.C.), come Anzio, la cui colonizzazione (467 a.C.) fu effimera, perché una decina d'anni più tardi tornava in possesso dei suoi precedenti abitatori volsci. La crisi politica, economica e demografica del V secolo impedì nuovi stanziamenti fino al 416 a.C. quando venne dedotta una colonia a Labici, in un territorio però già saldamente latino.
Il definitivo ritiro degli Etruschi a nord del Tevere, seguito a breve distanza dalla dura sconfitta subita nella battaglia navale di Cuma (474 a.C.) ad opera dei siracusani, determinò un improvviso ripiegamento in sé stesso di questo popolo ed un abbandono della sua politica di grande potenza nel Mediterraneo centrale. La Campania etrusca cadde in potere dei Sanniti e dei loro alleati pochi decenni più tardi ed il Latium Vetus, tassello importante della politica dei Tirreni in Italia centro-meridionale, ed esso stesso parte integrante del loro mondo da oltre un secolo, dovette affrontare una grave situazione politica esterna, oltre che interna (lotte sociali), che rischiò di comprometterne per sempre lo sviluppo, attentando alla sua stessa esistenza.
Nel corso del V secolo a.C., il Latium e le regioni limitrofe del Piceno, del Sannio e della Campania, furono sconvolte dall'espansione di alcuni popoli italici, primi fra tutti i Sanniti, gli Equi ed i Volsci. Questi ultimi costituivano una nazione fiera ed aggressiva stanziata fra i Monti Lepini ed il Liri e, fin dai primi decenni del V secolo a.C., riuscirono ad impegnare la Lega Latina e Roma, in una serie interminabile di guerre di logoramento. La roccaforte volsca di Anzio fu espugnata ed occupata dai romani nel 468 a.C., ma persa una decina d'anni più tardi, mentre le colonie latine di Signia e Norba latina, sui monti Lepini, furono costrette a patire un perenne stato d'assedio.
In questi conflitti i Volsci furono spesso appoggiati dagli Equi, altro popolo estremamente bellicoso le cui sedi erano situate fra l'alto corso dell'Aniene, i Monti Ernici ed il lago Fucino, a cavallo fra le attuali regioni del Lazio e dell'Abruzzo. Gli Equi, durante alcuni anni riuscirono persino ad occupare la seconda città latina per importanza, Praeneste, spingendosi fino alle propaggini orientali dei Colli Albani, sul monte Algido (458 a.C.). Qui furono fermati, da un dittatore entrato nella leggenda: Lucio Quinzio Cincinnato. A rendere ancor più drammatico questo già fosco quadro ci pensarono i Sabini che, fra il 495 a.C. ed il 449 a.C., scesero anch'essi ripetutamente in armi contro i Latini. L'importante e potente centro etrusco di Veio infine, da sempre rivale di Roma, mantenne durante tutto il V secolo a.C. una costante pressione militare sulle frontiere settentrionali del Latium Vetus che, in almeno tre occasioni sfociò in aperto conflitto: nel 485 a.C.-475 a.C. circa, nel 438 a.C.-425 a.C. ed infine nel 405 a.C.-396 a.C., conclusosi quest'ultimo con la distruzione della città ad opera di Roma.
Con ben quattro fronti bellici quasi costantemente aperti, a nord quello etrusco, ad est quello sabino, a sud-est quello equo ed a sud quello volsco, sembrava che il popolo latino e con esso la città di Roma, dovessero perire ed uscire per sempre dalla grande storia.
Il forte sentimento di appartenenza a una stessa stirpe, unitamente alla consapevolezza di poter essere travolti e sterminati dai popoli limitrofi, spinsero tuttavia i Latini a trovare le forze per liberare la propria terra dagli invasori. Nel 431 a.C. con la celebre battaglia del Monte Algido, gli Equi vennero ricacciati dal Latium Priscum; nel 426 a.C. fu la volta di Fidenae, città alleata di Veio, espugnata e distrutta da un esercito romano. L'appoggio degli Ernici, che fin dal 486 a.C. avevano aderito al Foedus Cassianum, permise a Roma ed alla Lega Latina, nell'anno 406 a.C., la realizzazione di un'impresa epica: la conquista della volsca Anxur, situata ad oltre cinquanta chilometri dalle frontiere meridionali del Latium Vetus. Dieci anni più tardi (396 a.C.) grazie al genio militare di Furio Camillo, la resistenza di Veio ebbe termine, la città venne rasa al suolo ed il suo territorio incorporato nello stato romano. Con Veio cadde uno dei centri etruschi più importanti e prestigiosi dell'epoca, fulcro civilizzatore dell'intero Lazio.
Le offensive condotte dal popolo latino negli ultimi decenni del V secolo a.C. avevano fortemente ridimensionato le mire espansioniste di Etruschi, Sabini, Equi e Volsci sul Latium vetus. Pochi anni più tardi tuttavia, un'orda celtica che aveva valicato l'Appennino seminando terrore e distruzione al suo passo, si diresse verso Roma.

### IV secolo a.C. - dal 400 al 350 a.C.

L'Italia antica nel 400 a.C.

Nel corso del V secolo a.C. alcuni popoli di origine celtica, chiamati dai Latini Galli, avevano occupato gran parte delle prealpi e della Pianura Padana. Nel 390 a.C. una spedizione di Galli capitanata da un certo Brenno, superato l'Appennino Tosco-Emiliano era penetrata in Etruria da dove marciò su Roma. Un esercito inviato dall'Urbe per arrestare gli invasori venne sconfitto sull'Allia, poche miglia più a nord del Tevere. A Roma donne, vecchi e bambini furono evacuati nelle città vicine mentre i difensori si rifugiarono nell'arx capitolina. Le insegne sacre furono invece inviate a Caere, importante centro etrusco alleato di Roma nell'ultimo, decisivo conflitto con Veio. La città latina, rimasta deserta, venne saccheggiata ed incendiata e solo il pagamento di un forte riscatto e la fermezza di Furio Camillo riuscirono ad allontanare l'orda che si diresse verso sud, in Apulia.
In seguito alla grave sconfitta della Battaglia del fiume Allia e al Sacco di Roma che ne seguì, i romani modificarono radicalmente l'armamentario dei soldati e le tattiche di guerra.
Erano stati arroganti, rifiutando di punire gli ambasciatori (della gens Fabia) che avevano ucciso un capo senone (violando il voto di non toccare armi), invece di risolvere la diatriba tra Etruschi e Senoni; erano stati presuntuosi, i tribuni militari schierarono l'esercito «senza aver scelto in anticipo uno spazio per il campo, senza aver costruito una trincea che potesse fungere da riparo in caso di ritirata, dimentichi, per non dire degli uomini, anche degli dèi, non essendosi minimamente preoccupati di trarre i dovuti auspici e di offrire sacrifici augurali», ma furono capaci di trarre insegnamento dai propri errori (che quasi avevano portato alla distruzione di Roma) e di capire i limiti del loro esercito e di provvedere in merito.
L'invio delle sacre vestimenta a Caere, e non in un'altra città latina, nel corso dell'incursione galla, può essere interpretato in vario modo ma certo è che nel 386 a.C. Praeneste denunciò il Foedus Cassianum sostenendo apertamente prima i Volsci poi gli Equi che, con i Falisci e gli etruschi di Tarquinia si levarono nuovamente in armi contro Roma. Anche Tusculum, pur non partecipando direttamente alla contesa, permise che un nutrito gruppo di suoi volontari si integrasse nell'esercito prenestino. I tempi della solidarietà latina sembravano svaniti per sempre.
Dopo un ennesimo tentativo dei Volsci di penetrare in territorio romano respinto da Furio Camillo, un esercito formato da Prenestini, Equi e volontari di Tuscolo si mosse contro Roma (383 a.C.). L'Urbe era allora impegnata a soccorrere la città alleata di Sutrium, cinta d'assedio dagli Etruschi di Tarquinia e dai loro alleati Falisci. Nonostante la scarsità di forze romane presenti in città, i prenestini vennero messi in fuga nei pressi di Porta Collina. La pace che seguì rispettò le libertà di Praeneste, ma non di Tusculum, città che venne definitivamente assorbita nello Stato romano (381 a.C.).
Fra il 362 a.C. ed il 358 a.C. la guerra divampò sulle sponde del Trerus: gli Ernici si ribellarono, e soltanto a prezzo di un notevole sforzo accompagnato da lunghe trattative diplomatiche, furono riportati all'obbedienza da Roma. Tibur, terza città latina per importanza, ne approfittò per scendere in guerra contro l'Urbe, dopo aver assoldato mercenari Galli (361 a.C.). Due nuovi conflitti, prima contro i Volsci, che vennero sconfitti (357 a.C.), e poi contro gli Etruschi di Tarquinia, obbligò Roma ad attendere ben sette lunghi anni prima di riuscire a piegare definitivamente la resistenza di Tibur, cui fu offerta una pace onorevole (354 a.C.). Nel 353 a.C. Caere passò definitivamente nella zona di influenza romana che si estese così, da quell'anno, sul miglior porto dell'Etruria meridionale. Ma ormai l'Urbe aveva perso molti dei suoi alleati latini nella lotta contro i propri nemici tradizionali: solo pochi centri relativamente popolosi (Norba e Signia in particolare), e un certo numero di nuclei minori del Latium, erano restati al suo fianco.
Gli avvenimenti che sconvolsero il Latium nella prima metà de IV secolo e che abbiamo cercato di sintetizzare nel precedente capitolo meritano una spiegazione. Perché dopo una serie ininterrotta di vittorie combattute e vinte da Roma e dai suoi alleati della Lega negli ultimi tre decenni del V secolo a.C. esplose nella regione una vera e propria guerra civile fra Latini? Quali furono le motivazioni che spinsero tanti prestigiosi centri del Latium Vetus a rinunciare a un grande progetto collettivo di espansione in Italia centrale e a levarsi in armi contro Roma e le città restatele fedeli?
La conquista di Veio del 396 a.C. aveva ulteriormente consolidato la posizione di assoluta supremazia che Roma godeva nella Regione. Sembrava ormai profilarsi per molte città latine il rischio di venire definitivamente assorbite dal potente Stato romano.
La presa ed il saccheggio di Roma (ma non della rocca capitolina) da parte dei Galli nel 390 a.C. fu certo un evento luttuoso nella sua storia, ma si trattò di una breve parentesi e la ricostruzione della città procedette ad un ritmo così sostenuto da indurci a credere che l'incendio tramandatoci dalla storiografia antica dovette interessare solo alcune zone dell'Urbe. Un importante studioso di questo periodo ritiene che agli inizi del IV secolo a.C. la popolazione di Roma tornò con ogni probabilità ai livelli della fine dell'età monarchica (509 a.C.), fissati da Tito Livio, Dionisio di Alicarnasso ed Eutropio in circa 80 000 abitanti. Anche allora, agli albori della Repubblica, le città della Lega avevano cercato di liberarsi dell'ingombrante tutela di Roma, ma senza successo.
Dopo la crisi del V secolo a.C., che, mettendo in pericolo la sopravvivenza stessa del Latium Vetus, aveva in qualche modo ricompattato il mondo latino, Roma era tornata ad essere più potente e florida che mai. Con la conquista di Veio, come si è già rilevato, i rapporti di forza fra Roma e i suoi alleati vennero ulteriormente modificati a favore dell'Urbe. Le città più importanti del Latium (Praeneste e Tibur), temettero di perdere le proprie libertà e si armarono contro Roma. In loro aiuto accorsero anche altri importanti centri del Latium Vetus, fra cui Tusculum, severamente punito da Roma con la perdita delle libertà civiche. Nella prima metà del IV secolo a.C. l'Urbe fu in grado non solo di respingere con successo gli attacchi delle città latine, ma anche tutte le offensive sferrate ripetutamente contro di essa da Etruschi, Falisci, Volsci ed Equi. Attorno al 350 a.C., subito dopo l'ultima guerra contro Tarquinia, che permise a Roma di consolidare la sua influenza sull'Etruria meridionale e di assorbire nel suo Stato l'importante porto di Caere, il destino dei Latini appariva ormai segnato.

### IV secolo a.C. - dal 350 al 300 a.C.

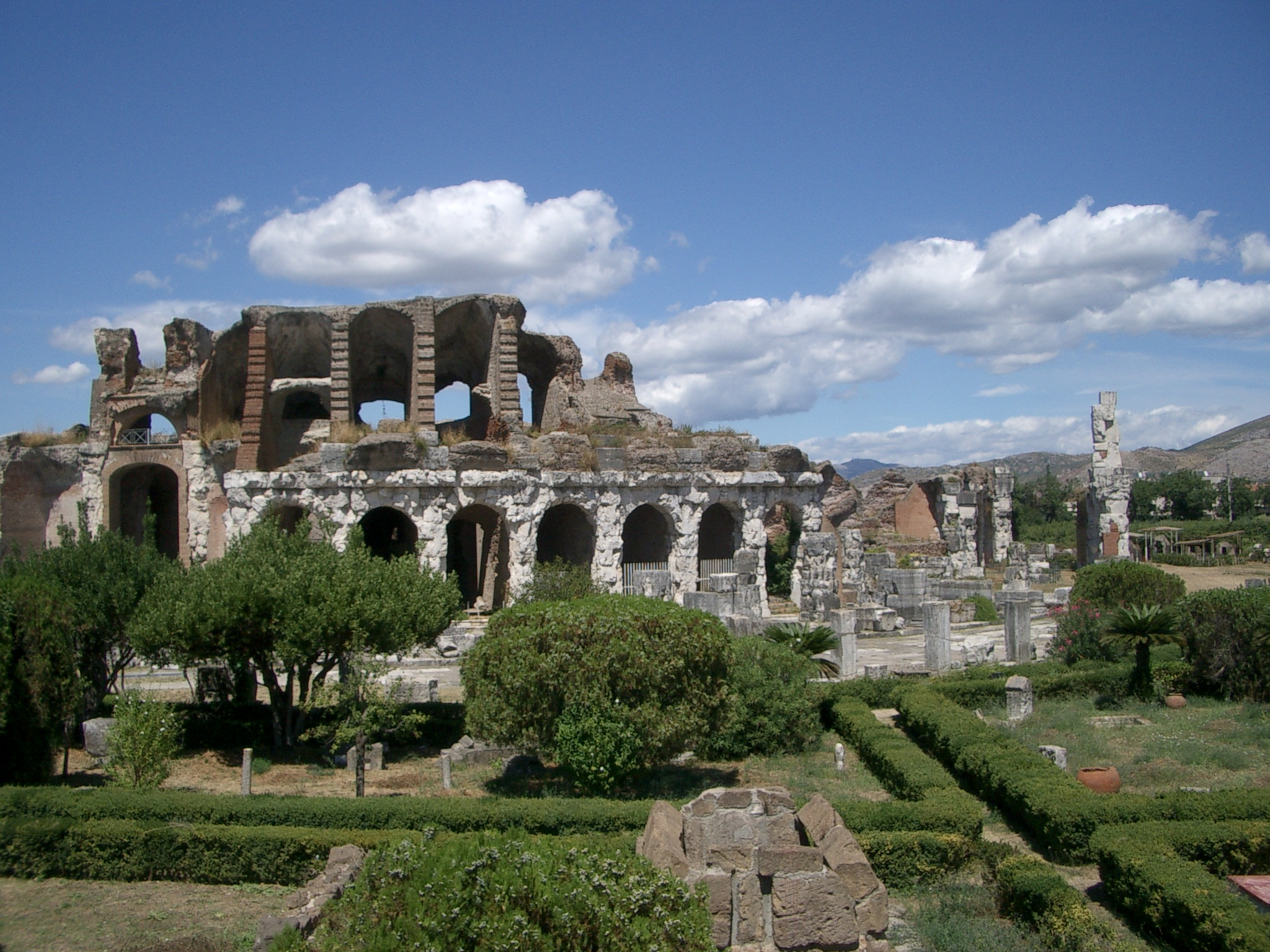
Santa Maria Capua Vetere, Anfiteatro Capuano

Sul finire degli anni quaranta del IV secolo a.C. le due potenze egemoni in Italia centrale, Roma da una parte, e la Federazione sannita dall'altra, si affrontarono per il possesso della Campania settentrionale. La guerra (343 a.C.-341 a.C.), che si concluse con un nulla di fatto, permise però ai romani di inserirsi nelle contese interne di una regione ricca e popolosa e di entrare in possesso di Capua, la maggiore e più florida città campana del tempo, consegnatasi ai romani tramite l'istituto della deditio (343 a.C.). Capua era in quell'epoca al centro di una fitta rete di alleanze e di rapporti commerciali con molte città limitrofe che passarono tutte nell'orbita romana.
I Latini, preoccupati di questa nuova espansione di Roma verso Sud, decisero di passare in azione e, con l'appoggio di alcune città campane che mal sopportavano l'egemonia dell'Urbe nella loro regione, arruolarono un esercito che penetrò in Campania attraverso la valle del Trerus (340 a.C.). Le forze latino-campane vennero sconfitte nella battaglia del Vesuvio da un esercito romano, rafforzato, con ogni probabilità, da un contingente sannita. I superstiti furono costretti a ripiegare oltre il fiume Garigliano ma andarono incontro a una nuova disfatta presso Trifano. Nei Campi Fenectani, in territorio appartenente al Latium Adiectum si consumò l'ultimo atto della tragedia: un esercito costituito dai Latini di Prenestae, Tibur ed altri centri minori, venne interamente decimato da Romani (338 a.C.). Da quel momento le città del Latium Vetus cessarono di esistere come entità politiche autonome e la loro storia confluì per sempre in quella di Roma, espressione massima di quella stessa civiltà sviluppata dal popolo latino in tanti secoli di storia.

## Società
Data l'esiguità della propria base territoriale (non superiore ai 2000 km²), la popolazione latina non poteva, in epoca preromana, superare le 60.000 o 70 000 unità. Tale popolazione si articolava originariamente, come si è già accennato, in populi, comunità per lo più di modeste dimensioni che nell'età di Tarquinio il Superbo raggiunsero il numero di quarantasette, distribuite in diciannove o venti "distretti", entità territoriali unite spesso fra di loro in federazioni. I populi fin dagli inizi dell'età del ferro, diedero vita a dei centri urbani o protourbani governati da re locali e dalle forti aristocrazie autoctone. Il potere di queste ultime, sviluppatosi a partire dall'VIII secolo a.C. non fu solo un fenomeno laziale, ma coinvolse anche l'Etruria meridionale tirrenica: originato dalla nascita della proprietà privata terriera e dalla lotta fra le aristocrazie locali per l'accaparramento fondiario si basava «...sulla dipendenza di vasti gruppi di clientes, forza lavoro agricola e militare composta da non consanguinei e annessa alla familia allargata...». Una società aristocratica, contraddistinta da «...segni del potere sempre più vistosi e sempre più largamente attinti dallo strumentario del fasto regale orientale...» si consolidò nel corso dei secoli successivi dando luogo a profonde divisioni sociali, che nella città di Roma si sarebbero protratte per buona parte dell'età repubblicana. Tale società divenne anche il motore di sviluppo di organismi statali, fra cui quello romano, che, sebbene non poggiati su basi razziali ed aperti a nuovi apporti etnici, si incentravano su un comune sistema di valori aventi originariamente, come punti di riferimento, la virtù individuale in tutte le sue manifestazioni ed una visione aristocratica della vita che permeava di sé l'intera collettività.

## Religione
Le credenze religiose del Latium arcaico erano prevalentemente legate alla natura animata (animali e piante) ed inanimata (il fuoco, l'acqua, il vento ecc.) o alle forze soprannaturali che presiedevano l'esistenza umana (la saggezza, la morte, il concepimento e la nascita ecc.). Fra gli animali erano sacri il piculus (picchio), capace di predire il futuro, il serpens o draco (serpente, oggetto di culto nel tempio di Juno a Lanuvio), l'aper (cinghiale) ed il lupus (lupo).
Il fuoco trovava una doppia incarnazione in Vesta e in Vulcanus (Vulcano), mentre la vitalità della natura selvatica era racchiusa nel Dio Faunus (Fauno). Particolare oggetto di culto erano la terra (Terra mater), il cielo (Juppiter, ovverosia Giove) e la donna giovane in grado di generare e riprodurre la stirpe (Juno, Giunone, da jun di juvenis, giovane). Grande importanza avevano tutte le divinità legate all'agricoltura, e che assicuravano il sostentamento umano: Flora (la dea che presiede la fioritura del grano), Mater Matuta (la dea che protegge la maturazione del frumento), Cerere, ecc. Anche alcuni luoghi fisici, evocanti la storia del nomen latino potevano essere oggetto di culto, come Tiber (Tevere). Particolare devozione, infine, era riservata agli dei protettori del focolare e della stirpe come i Lares ed i Penates (Lari e Penati).

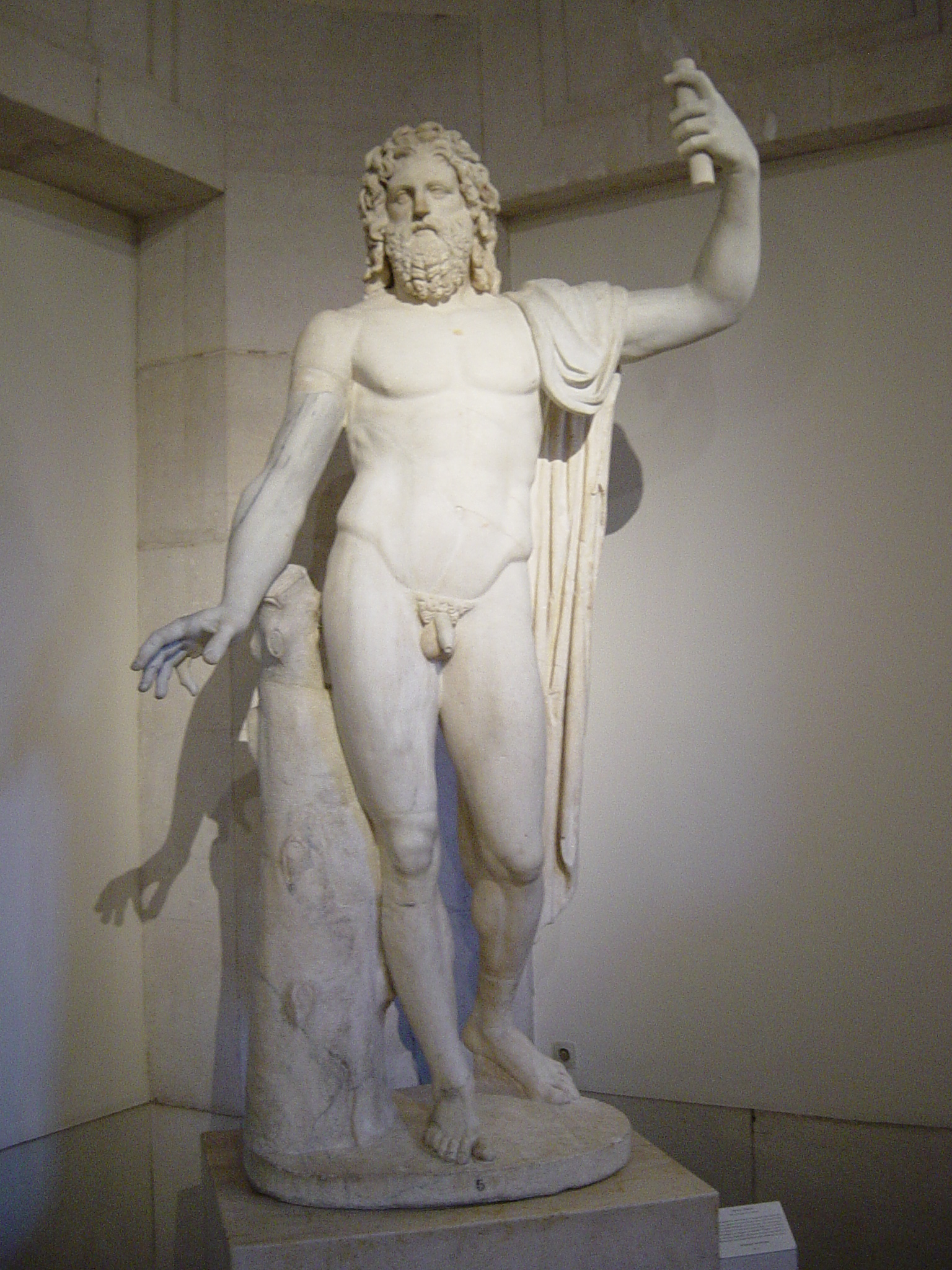
Statua di Giove tonante, dall'originale di Leocare, al Museo del Prado

La religione non solo condizionava la vita sociale dei Latini, ma anche quella politica. La comunanza religiosa costituiva infatti, insieme a quella linguistica, il legame più forte che univa fra di loro le tante realtà territoriali ed umane in cui si articolava, all'epoca, il Latium Vetus. Spesso la credenza negli stessi riti, divinità, luoghi di culto, spingeva gruppi di villaggi e, più tardi, di città, a costituire delle vere e proprie Federazioni o Leghe. Celebre a questo proposito fu la Lega albense, cui abbiamo fatto precedentemente accenno, raccolta attorno al santuario di Juppiter sul Mons Albanus, la quale servì successivamente da archetipo alla Lega latina.

## Diritto
I Latini si caratterizzarono sempre per un'accentuata e rigida concezione legalitaria che si rifletteva in ogni ambito della vita pubblica e privata. In epoca arcaica le liti e le controversie venivano risolte tramite un'azione individuale che però doveva conformarsi a determinate consuetudini e godere del necessario consenso sociale. Con lo sviluppo delle prime città-stato la giustizia passò ad essere amministrata dall'autorità pubblica, personificata frequentemente dallo stesso rex che spesso era anche guida spirituale della comunità e suo pontifex maximus cioè sommo sacerdote. Spettava a lui legiferare e designare le persone, o gli organi collegiali, che lo coadiuvassero in questa sua funzione.
Nel corso della prima metà del V secolo a.C. venne viepiù avvertita l'esigenza di una codificazione scritta del diritto che impedisse abusi ed interpretazioni arbitrarie della normativa soprattutto a detrimento delle classi sociali più deboli. Alcuni storici inquadrano questo fenomeno nell'ambito di una progressiva democratizzazione della società latina del tempo e nella lotta da parte delle classi popolari per assicurarsi quegli strumenti di tutela (e di certezza) giuridica necessari alla propria emancipazione sociale ed economica.
Nel 451 a.C.-450 a.C. la città latina più potente e popolosa, Roma, si diede un suo primo ordinamento giuridico scritto, attingendo ampiamente a quelle che erano le antiche tradizioni e le concezioni etiche della nazione latina. Si avverte in questo codice, universalmente conosciuto come Leggi delle XII Tavole, il forte senso di integrità e austerità tipico del popolo latino e la sua profonda avversione per tutto ciò che attentasse alle regole dell'onore e della fedeltà, sia verso lo Stato, che nei confronti della propria famiglia. Tutti i cittadini erano inoltre tenuti al rispetto della proprietà privata ed alla correttezza nei rapporti economici: esemplari erano le pene previste per il debitore insolvente.
Le Leggi delle XII Tavole hanno un'importanza storica enorme: con esse era stato posto infatti il primo tassello di quello che sarebbe stato il futuro ordinamento giuridico romano, base indiscussa della moderna giurisprudenza di tanta parte del mondo contemporaneo.

## Economia
In epoca protostorica domina in tutto il Latium Vetus un'economia di tipo primario piuttosto diversificata: agricoltura (farro, orzo, miglio e fave in particolare ma anche cipolle e finocchi), ed allevamento (bovini e suini), in pianura, pastorizia transumante preferentemente, ma non solo, sui rilievi. Le colture della vite e dell'olivo furono introdotte non prima del VII secolo a.C., quando già noccioli, peri e meli erano presenti da tempo sul territorio. La caccia doveva inizialmente occupare un posto non trascurabile nell'alimentazione latina data la ricchezza nel territorio della fauna selvatica (lepri e colombi in particolare, più rari i cervidi).
Le attività manifatturiere presenti in zona erano di tipo metallurgico, legate in particolare all'agricoltura (utensili vari: zappe, asce, vomeri ecc.) ed all'attività bellica (armi). Col tempo si sviluppò anche una forma di artigianato locale tesa a soddisfare richieste meno primarie: vasellame in particolare, ma anche oggetti di pasta vitrea ed ambra rilevati in molti insediamenti (Colle della Mola, Narce ecc.).
Per quanto riguarda le attività commerciali, con ogni probabilità conobbero una notevole espansione in età etrusca e cioè a partire dal VII-VI secolo a.C. con lo sviluppo urbano di Roma, Praeneste, Tibur ed altri importanti nuclei abitati latini. Ricordiamo che il Latium Vetus era all'epoca un importante punto di transito fra l'Etruria propriamente detta, le importanti città campane cadute sotto l'influenza etrusca (Capua, Pompei ecc.) ed i ricchi centri italioti del Tirreno (Neapolis, Cuma, ecc.).

## Lingua
Lingua dei Latini, della città di Roma e del suo Impero, fu il latino, idioma di origine indoeuropea forse distaccatosi da un precedente ceppo italo-celtico, e conosciuto nella prima fase del suo sviluppo come proto-latino.
Il latino delle origini costituiva, insieme al falisco e ad altre lingue affini, una lingua a sé stante rispetto agli altri idiomi italici ugualmente indoeuropei che, diffusi nell'Italia continentale e raggruppati in massima parte nella grande famiglia osco-umbra, erano stati introdotti nella Penisola in epoca successiva a quella riscontrabile per le lingue latino-falische. Il latino presentava caratteristiche grammaticali, sintattiche e lessicali che lo imparentavano, da una parte, con gli idiomi celtici e germanici, dall'altra con le aree indoeuropee più orientali (di lingua tocaria e indoaria). La prima iscrizione rinvenuta in protolatino è contenuta nella fibula praenestina, monile fabbricato attorno alla metà del VII secolo a.C. e rinvenuto a Palestrina (l'antica Preneste) nell'Ottocento; mentre una letteratura propriamente latina iniziò a svilupparsi solo in età romana, a partire dal III secolo a.C.

## Cultura

### Le origini della civiltà latina
In epoca arcaica (XII secolo a.C.-VIII secolo a.C.) l'etnia latina presentava un livello di sviluppo sociale e civile paragonabile a quello di altre popolazioni appenniniche da cui ben poco si differenziava, almeno a giudicare dalla scarsa documentazione in nostro possesso. Tipica del mondo latino del tempo era la forma di insediamento che si articolava in villaggi di piccole dimensioni (generalmente al di sotto dei 20 ettari), e contraddistinti da un tipo di economia stanziale di carattere agropecuario. Come abbiamo già rilevato precedentemente, le manifatture esistenti, tutte di modestissime dimensioni, erano specializzate nella fabbricazione di utensili agricoli, armi, o oggetti domestici di ceramica o di metallo con ben scarse pretese artistiche.
Le abitazioni dei primi Latini erano generalmente costituite da capanne o altre modeste edificazioni in legno, che solo partire dalla fine del VII secolo a.C. verranno sostituite da case in pietra o laterizi. La società doveva strutturarsi su base patriarcale o tribale in cui il capo tribù svolgeva anche la funzioni sacerdotali. La religione, prima dell'impatto con le civiltà etrusca ed ellenica, era di tipo naturalistico, e svolse un ruolo importante di aggregazione fra i vari villaggi in cui si articolava il Latium, i quali si riconoscevano in divinità, credenze e riti comuni.
Una forte spinta all'elaborazione di una cultura e di strutture sociali più articolate ed evolute fu dovuta, nel corso dell'VIII secolo a.C. a una prima fioritura di nuclei urbani (o protourbani) nel Latium Vetus ed alla fondazione delle prime colonie greche nell'Italia meridionale ed in Sicilia. In ogni caso l'impronta ellenica sul Lazio iniziò ad essere chiaramente percepibile negli ultimi decenni di questo stesso secolo (VIII secolo a.C.) con l'inizio del movimento coloniale che ebbe come epicentro le coste dell'Italia meridionale tirrenica e ionica e della Sicilia (la fondazione di Siracusa è del 734 a.C.).

### Latini, Greci e Punici
La costituzione delle prime colonie greche in Campania attorno alla metà dell'VIII secolo ebbe una grande importanza storica non solo per la nazione latina, ma anche per molti altri popoli stanziati nell'Italia peninsulare, che ricevettero dai contatti con la civiltà ellenica un forte impulso al proprio sviluppo. Sono degli ultimi decenni di questo secolo i primi oggetti di lusso di produzione greca ritrovati a Roma ed in altre città latine che stimolarono oltretutto una produzione locale riscontrabile in molti centri del Latium vetus (Praeneste, Tibur, Satricum ecc.). Tale produzione, generalmente di imitazione, fu in un primo tempo di livello nettamente inferiore ai modelli originali. Già nel corso del VII secolo a.C., tuttavia, era riuscita ad affinarsi notevolmente dando vita a una fiorente produzione artigianale.

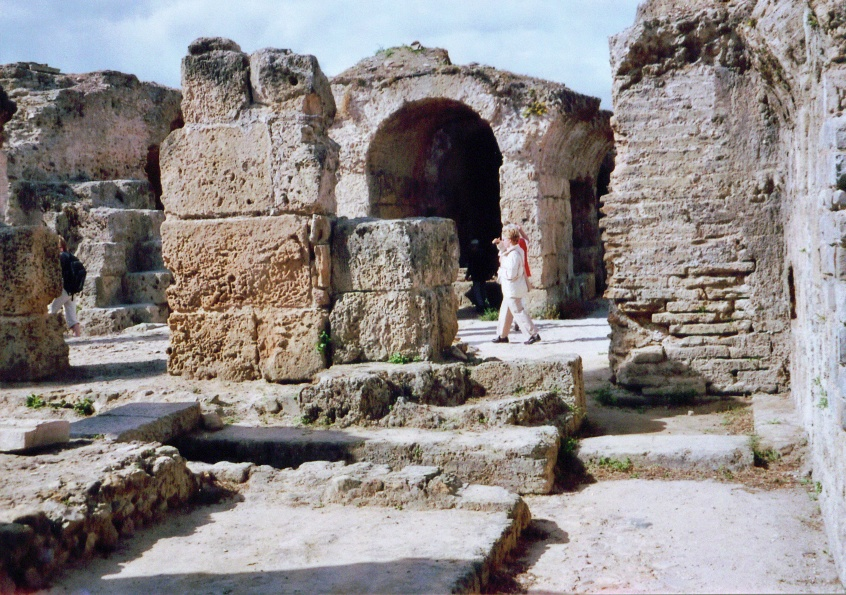
Rovine di Cartagine

I Greci non si limitarono però ad introdurre in alcune parti d'Italia la propria arte o nuove tecniche di lavorazione manifatturiera, ma anche le proprie istituzioni politiche e militari ed uno strumento che rivoluzionerà la storia del popolo latino anche se si diffuse nel Latium Vetus attraverso l'intermediazione etrusca: la scrittura. In quegli stessi anni, tra il IX e VIII secolo iniziava in Sicilia e Sardegna la penetrazione commerciale fenicia che qualche secolo più tardi si sarebbe tradotta, tramite Cartagine, in un rapporto che legava le città delle Isole anche politicamente (per quanto riguarda la Trinacria l'occupazione punica interessò solo la sua parte occidentale). Secondo eminenti archeologi i Sardi godevano di privilegi che di seguito saranno rispettati pure con la colonizzazione punica. La differenza tra dominati e alleati è stata ipotizzata attraverso gli oggetti trovati in contesti funebri.

### Latini ed Etruschi
In un momento storico non facilmente determinabile ma che dovette prodursi negli ultimi due o tre decenni del VII secolo a.C. Roma e tutto il Latium Vetus iniziarono a ruotare nell'orbita etrusca. L'evoluto popolo degli Etruschi, all'apogeo della propria potenza, dischiuse ai Latini le porte di una civiltà nuova e raffinata. Grande è il debito che essi contrassero nei confronti di questo importante gruppo etnico, debito spesso misconosciuto dagli stessi storici latini.
Gli Etruschi introdussero nel Latium molte delle proprie credenze religiose (fra cui le pratiche divinatorie degli aruspici ed il culto dei morti), proprie istituzioni politiche di tipo oligarchico, alcune delle quali sopravvissero anche in età repubblicana, e un'amministrazione efficiente. L'alfabeto etrusco (di derivazione greco-occidentale) pur se modificato per potersi adattare ad un idioma indoeuropeo come il latino, fu adottato da tutte le città del Latium Vetus, Roma compresa. Furono etrusche le tecniche costruttive che permisero a Roma, a Praeneste e a Tibur, di sostituire le proprie capanne ed altre abitazioni fatiscenti, con delle case in pietra ricoperte di tegole, acquistando delle inequivocabili connotazioni urbane (ma tale trasformazione dovette, con ogni probabilità, prodursi ancor prima che iniziasse una vera e propria egemonia etrusca sul Latium Vetus).

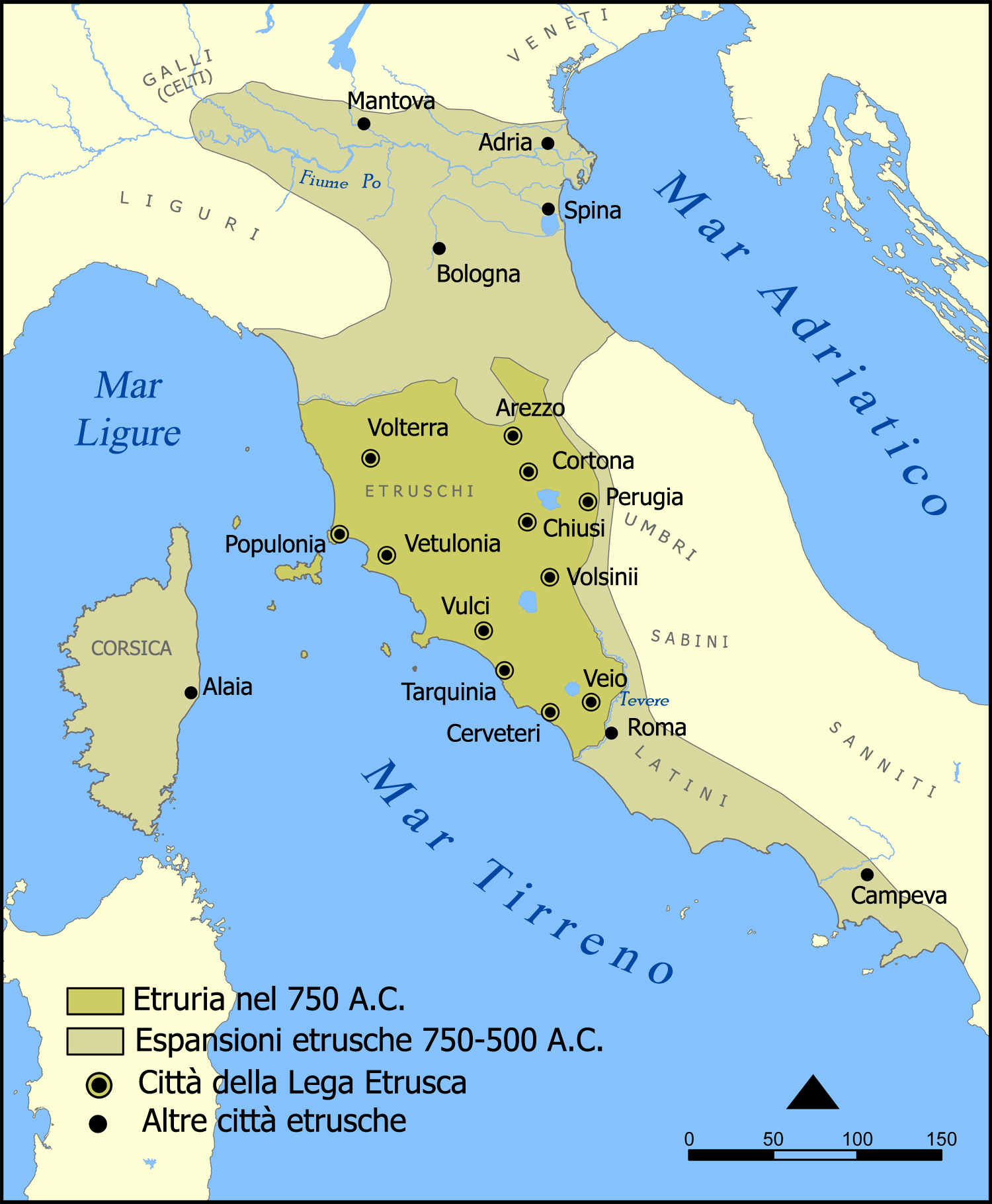
Cartina della civiltà etrusca

Il Lazio "etrusco" divenne anche un grande consumatore di beni di lusso ed artistici. Gli sfarzosi arredi funerari scoperti a Praeneste, testimoniano l'improvviso imporsi nella regione, non solo di un'arte nuova, ma di una prosperità materiale sconosciuta fino ad allora. Nacque in questo periodo, ma si sviluppò soprattutto nei secoli successivi, un'arte latina di ispirazione italico-etrusca contraddistinta da un accentuato realismo e che sopravvisse, soprattutto nella ritrattistica, fino ad età imperiale. Popolarissima fra le classi medie, verrà definita dagli studiosi, senza nessuna accezione spregiativa, arte plebea o popolare. Il dominio etrusco, forse esercitato più strettamente a Roma che non in altri importanti centri latini, durò oltre un secolo ed ebbe termine sul finire del VI secolo a.C.

### La fine della civiltà latina
Il tramonto dell'egemonia etrusca sul Latium Vetus determinò un'improvvisa emarginazione della regione che venne tagliata fuori dalle grandi correnti di traffico internazionale che ne avevano determinato lo sviluppo nei decenni precedenti. A partire dal 470 a.C. circa e per quasi un secolo (fino almeno al 390 a.C.-385 a.C.), assistiamo così ad un progressivo impoverimento materiale del popolo latino che si rifletté, oltre che sul piano economico, anche su quello culturale. Per Roma, la cui situazione è senz'altro meglio documentata che per le altre città, non si conoscono, di questo periodo, grandi realizzazioni civili o militari. È significativo che l'Urbe, come ha fatto notare un grande archeologo italiano, Ranuccio Bianchi Bandinelli, non possedesse all'epoca, fra le associazioni artigiane esistenti, né tagliapietre, né pittori, né scultori.. Solo dopo l'incursione gallica (390 a.C.) il Latium Vetus tornò a prosperare: ne fanno fede i corredi e gli arredi tombali, più raffinati che in passato, e in taluni casi artisticamente pregevoli.

## Archeogenetica
Uno studio archeogenetico pubblicato su Science nel novembre 2019 ha esaminato i resti di sei individui di sesso maschile provenienti da necropoli del Latium vetus, sepolti nei dintorni di Roma tra il 900 a.C. e il 200 a.C. I sei individui appartenevano agli aplogruppi paterni (Y-DNA) R-M269, T-L208, R-P311, R-PF7589 e R-P312 (due campioni), e gli aplogruppi materni (mtDNA) H1aj1a, T2c1f, H2a, U4a1a, H11a e H10. Gli individui esaminati si distinguevano dalle precedenti popolazioni dell'Italia centrale del Calcolitico per la presenza di un ~30% di ascendenza dalle steppe pontico-caspiche. Quattro dei sei individui da necropoli latine di Ardea, Boville Ernica, Castel di Decima e Palestrina, sono risultati del tutto locali e simili geneticamente ai vicini Etruschi, mentre due dei sei individui provenienti da sepolture latine da necropoli di Palestrina e Ardea mostravano oltre ad ascendenza locale dell’età del ferro anche ascendenza proveniente da una popolazione del Mediterraneo orientale.

### Fonti primarie
- Tito Livio, Ab Urbe Condita, libri I-V
- Eutropio, Breviarium ab Urbe condita
- Dionigi di Alicarnasso, Antichità romane
- Strabone, Geografia
- Plinio, Naturalis Historia

### Fonti secondarie
- Theodor Mommsen, Storia di Roma, Volume I
- Ranuccio Bianchi Bandinelli, Etruschi ed Italici, Corriere della Sera e Rizzoli libri illustrati Milano (?) 2005
- Ranuccio Bianchi Bandinelli, Roma, l'arte al centro del potere, Corriere della Sera e Rizzoli libri illustrati Milano (?) 2005
- Raymond Bloch, Origins of Rome, London 1960 Trad. Le Origini di Roma, Milano 1961
- Roberto Bosi, L'Italia prima dei Romani, Milano 1989
- Gianna Buti e Giacomo Devoto, Preistoria e storia delle regioni d'Italia, Firenze 1974
- Andrea Carandini, La nascita di Roma, Torino 1997
- Giacomo Devoto, Gli Antichi Italici, Firenze 1967
- Ugo Di Martino, Le Civiltà dell'Italia antica, Milano 1984
- Massimo Pallottino, Storia della prima Italia, Milano 1984
- Renato Peroni, Introduzione alla protostoria d'Italia, Roma-Bari 1994
- Emilio Peruzzi, Aspetti culturali del Lazio Primitivo, Firenze 1978
- Lorenzo Quilici, Roma primitiva e le origini della civiltà laziale, Roma 1979
- Autori vari, Storia di Roma Vol. I: Roma in Italia, Einaudi, Torino 1988
- Autori vari, Popoli e civiltà dell'Italia antica, Vol. I-VII Roma 1974-1978